# Tadeusz Wojciechowski (malarz)

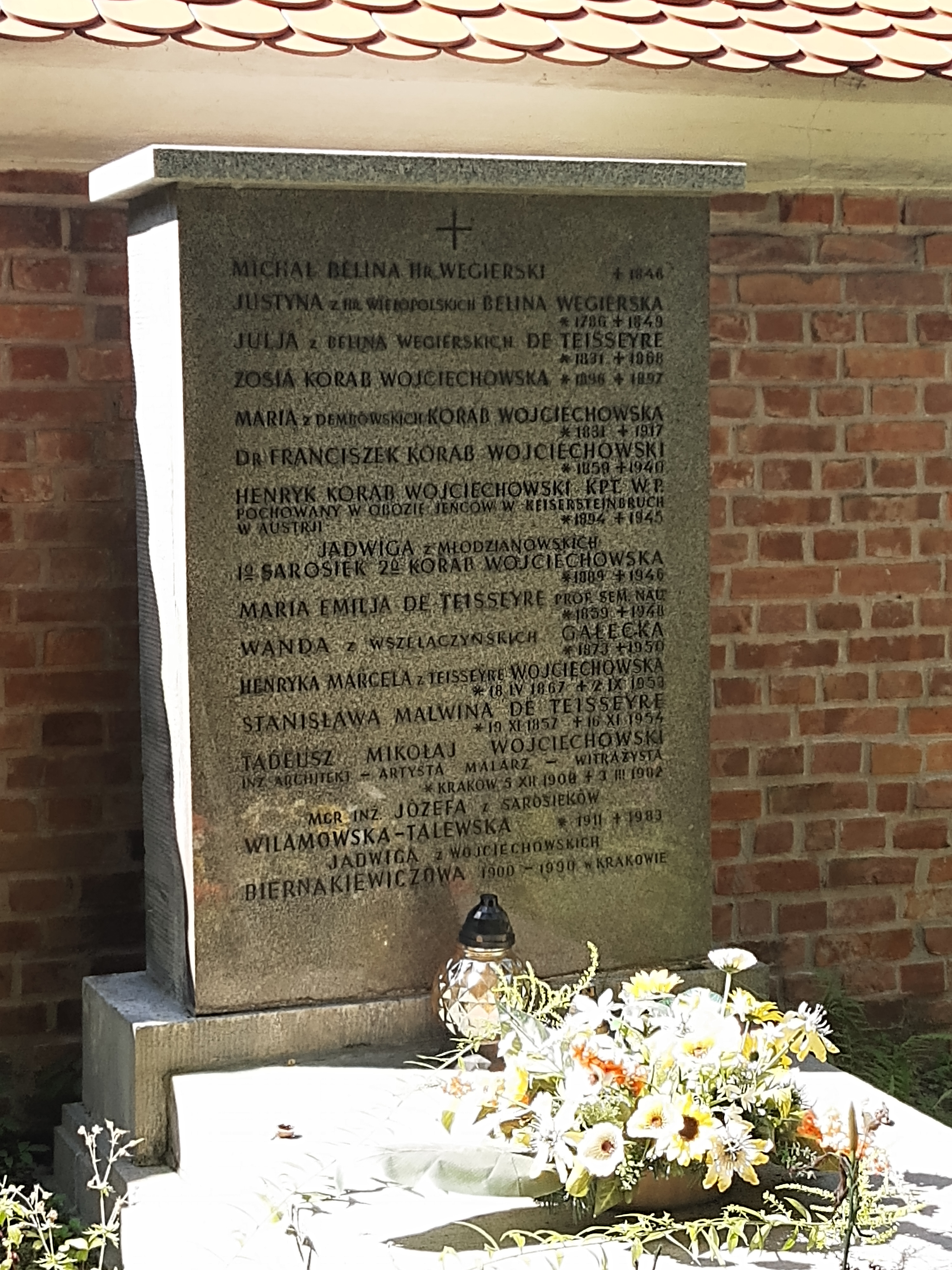
Grób Tadeusza Wojciechowskiego na cmentarzu Rakowickim w Krakowie

Tadeusz Wojciechowski (ur. 1902 w Krakowie, zm. 3 marca 1982 tamże) – polski malarz, architekt, witrażysta, członek lwowskiego zrzeszenia „artes”.

## Życiorys
W 1931 ukończył studia na Wydziale Architektury Politechniki Lwowskiej.
Studiował malarstwo prywatnie u Karola Gustawa Polityńskiego, Pawła Gajewskiego, Kazimierza Sichulskiego i Jana Henryka Rosena.
W latach 1936–1937 przebywał we Francji na stypendium. Zwiedził też Włochy, Grecję, Niemcy i Austrię.
Został członkiem zrzeszenia artystów „artes”. Uczestniczył w wystawach zrzeszenia, przedstawiając projekty z dziedziny architektury wnętrz. W dalszych latach wystawiał wyłącznie prace malarskie.
W latach 1940–1941 wykładał w lwowskim instytucie sztuk plastycznych witrażownictwo i kompozycję malarską.
W okresie powojennym przebywał w Krakowie, gdzie zajmował się głównie projektowaniem witraży i polichromii kościelnych, m.in. katedrach we Wrocławiu i Przemyślu, kolegiacie w Wiślicy oraz w kościele cysterskim w Mogile. W prezbiterium kościoła św. Michała w Warszawie znajduje się od 1967 r. zaprojektowany przez artystę witraż „Zesłanie Ducha świętego”, który jest jednym z największych witraży w Polsce (ok. 15 m wysokości).

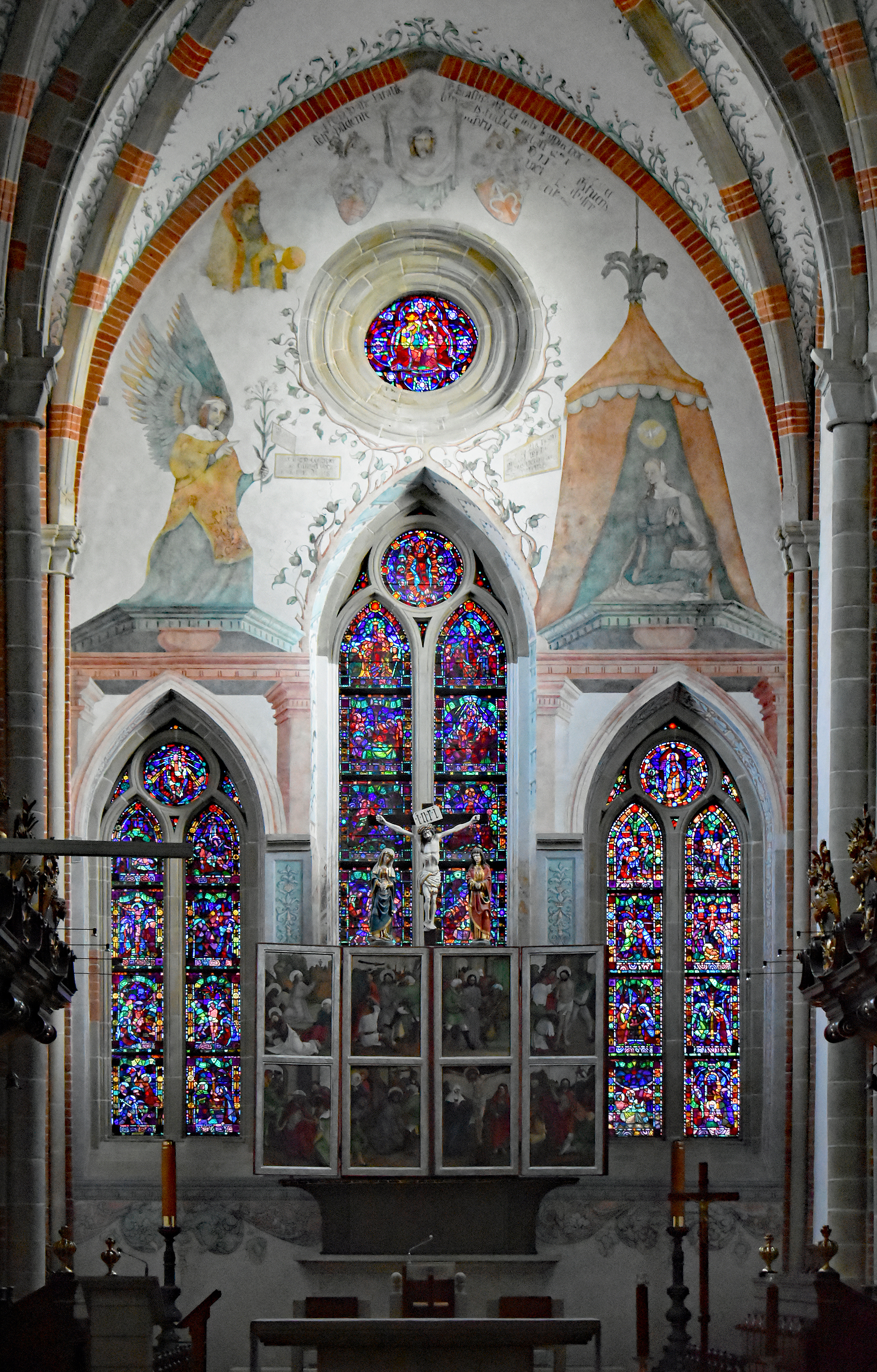
Witraże w oknach na ścianie zamykającej prezbiterium kościoła Wniebowzięcia Najświętszej Maryi Panny i św. Wacława Opactwo cystersów, Mogiła